# Gran Premio de Checoslovaquia de Motociclismo de 1967
El Gran Premio de Checoslovaquia de Motociclismo de 1967 fue la octava prueba de la temporada 1967 del Campeonato Mundial de Motociclismo. El Gran Premio se disputó el 23 de julio de 1967 en el Circuito de Brno.

## Resultados 500cc
Mike Hailwood consiguió una nueva victorias aunque Giacomo Agostini pudo seguirlo durante tres vueltas. Pero luego Hailwood comenzó a rodar hasta tener una ventaja de 18 segundos. Agostini quedó en segundo lugar y John Cooper quedó tercero. Agostini ahora tenía 36 puntos en la general por 30 de Hailwood, por lo que el campeonato con cuatro Grandes Premios por delante aún estaba completamente abierta.
| Pos.    | Piloto           | Equipo            | Tiempo     | Pts. |
| ------- | ---------------- | ----------------- | ---------- | ---- |
| 1       | Mike Hailwood    | Honda             | 1h 06:33.7 | 8    |
| 2       | Giacomo Agostini | MV Agusta         | +17" 8     | 6    |
| 3       | John Cooper      | Norton            | +1 Vuelta  | 4    |
| 4       | Gyula Marsovszky | Matchless         | +1 Vuelta  | 3    |
| 5       | John Hartle      | Matchless         | +1 Vuelta  | 2    |
| 6       | John Dodds       | Norton            | +1 Vuelta  | 1    |
| 7       | Frantisek Srna   | Jawa              |            |      |
| 8       | Billie Nelson    | Norton            |            |      |
| 9       | Kel Carruthers   | Metisse           |            |      |
| 10      | Dan Shorey       | Norton            |            |      |
| 11      | Rodney Gould     | Norton            |            |      |
| 12      | Walter Scheimann | Norton            |            |      |
| 13      | Steve Spencer    | Norton            |            |      |
| 14      | Lewis Young      | Matchless         |            |      |
| Ret     | Mike Duff        | Matchless         | Ret        |      |
| Ret     | Chris Conn       | Norton            | Ret        |      |
| Ret     | Fred Stevens     | Hannah-Paton      | Ret        |      |
| Ret     | Bosse Granath    | Métisse-Matchless | Ret        |      |
| Ret     | Agne Carlsson    | Matchless         | Ret        |      |
| Ret     | Ron Chandler     | Matchless         | Ret        |      |
| Ret     | Godfrey Nash     | Norton            | Ret        |      |
| Ret     | Joe Dunphy       | Norton            | Ret        |      |
| Ret     | Gustav Havel     | Jawa              | Ret        |      |
| Fuente: |                  |                   |            |      |

## Resultados 350cc
Mike Hailwood ganó su quinta carrera de 350cc de 1967 y, por lo tanto, se proclamó campeón del mundo de la categoría. Giacomo Agostini había liderado cinco vueltas, pero luego Hailwood lo alcanzó y poco después Ago incluso se tuvo que parar. Heinz Rosner y Derek Woodman se posicionaron segundo y tercero respectivamente. Agostini, sin embargo, no había entrado en el box, sino que se detuvo justo antes de la línea de meta. Cuando pasó Hailwood, empujó la MV Agusta sobre la línea de meta y se clasificó séptimo.
| Pos. | Piloto              | Equipo    | Tiempo | Pts. |
| ---- | ------------------- | --------- | ------ | ---- |
| 1    | Mike Hailwood       | Honda     |        | 8    |
| 2    | Heinz Rosner        | MZ        |        | 6    |
| 3    | Derek Woodman       | MZ        |        | 4    |
| 4    | Gustav Havel        | Jawa      |        | 3    |
| 5    | Alberto Pagani      | Aermacchi |        | 2    |
| 6    | Bohumil Staša       | Jawa      |        | 1    |
| 7    | Giacomo Agostini    | MV Agusta |        |      |
| 8    | František Št'astný  | Jawa      |        |      |
| 9    | Gilberto Milani     | Aermacchi |        |      |
| 10   | John Hartle         | Aermacchi |        |      |
| 11   | Dan Dhorey          | Norton    |        |      |
| 12   | Rodney Gould        | Norton    |        |      |
| 13   | Billie Nelson       | Norton    |        |      |
| 14   | Nikolai Sevostianov | Skeb      |        |      |
| Ret  | Renso Pasolini      | Benelli   | Ret    |      |
| Ret  | Silvio Grassetti    | Benelli   | Ret    |      |

## Resultados 250cc
En el cuarto de litro, Phil Read ganó con solo media rueda de diferencia sobre Bill Ivy, pero ambos tenían un minuto de ventaja sobre Mike Hailwood. Los ingenieros de Hailwood habían ensamblado un nuevo seis cilindros para Mike a partir de los restos de dos máquinas. Ralph Bryans fue cuarto, pero debido a que no se había retirado, era tercero en el campeonato mundial en ese momento.
| Pos. | Piloto            | Moto      | Tiempo    | Pts. |
| ---- | ----------------- | --------- | --------- | ---- |
| 1    | Phil Read         | Yamaha    | 48' 04" 2 | 8    |
| 2    | Bill Ivy          | Yamaha    | +0" 1     | 6    |
| 3    | Mike Hailwood     | Honda     | +1' 01" 3 | 4    |
| 4    | Ralph Bryans      | Honda     | +1' 04" 2 | 3    |
| 5    | Heinz Rosner      | MZ        | +2' 53" 2 | 2    |
| 6    | Derek Woodman     | MZ        | +5' 13" 3 | 1    |
| 7    | Alberto Pagani    | Aermacchi | +5' 43" 9 |      |
| 8    | Ginger Molloy     | Bultaco   | +5' 44" 4 |      |
| 9    | Gilberto Milani   | Aermacchi |           |      |
| 10   | Jim Curry         | Honda     |           |      |
| 11   | Seppo Kangasniemi | Kawasaki  |           |      |
| 12   | Gyula Marsovszky  | Bultaco   |           |      |
| 13   | Milan Tynsky      | Jawa      |           |      |

## Resultados 125cc
En el octavo de litro, Yoshimi Katayama tomó la delantera y la mantuvo durante dos vueltas. En la tercera, Bill Ivy le pasó, en la cuarta, Katayama también fue superado por Phil Read pero este en la quinta vuelta se cayó debido a una rotura del cigüeñal. Katayama se quedó atascado de nuevo y por lo tanto Stuart Graham fue segundo y László Szabó, tercero.
| Pos. | Piloto             | Moto    | Tiempo    | Pts. |
| ---- | ------------------ | ------- | --------- | ---- |
| 1    | Bill Ivy           | Yamaha  | 45' 09" 4 | 8    |
| 2    | Stuart Graham      | Suzuki  | +50" 0    | 6    |
| 3    | László Szabó       | MZ      | +4' 45" 4 | 4    |
| 4    | Thomas Heuschkel   | MZ      | +1 Vuelta | 3    |
| 5    | Walter Scheimann   | Honda   | +1 Vuelta | 2    |
| 6    | Jim Curry          | Honda   | +1 Vuelta | 1    |
| 7    | Bosse Granath      | MZ      | +1 Vuelta |      |
| 8    | Ginger Molloy      | Bultaco | +1 Vuelta |      |
| 9    | Ryszard Mankiewicz | MZ      |           |      |
| 10   | Siegfried Lohmann  | MZ      |           |      |
| 11   | Herbert Denzler    | MZ      |           |      |
| 12   | Hartmut Bischoff   | MZ      |           |      |
| 13   | Josef Hejmala      | ČZ-OHC  |           |      |
| Ret  | Kel Carruthers     | Honda   | Ret       |      |
| Ret  | Phil Read          | Yamaha  | Ret       |      |
| Ret  | Bohumil Stasa      | ČZ-OHC  | Ret       |      |
| Ret  | Tibor Spath        | MZ      | Ret       |      |
| Ret  | Yoshimi Katayama   | Suzuki  | Ret       |      |